# Odontocera punctata
Odontocera punctata là một loài bọ cánh cứng trong họ Cerambycidae.